# خوان ماتیاس فیشر
خوان ماتیاس فیشر (انگلیسی: Juan Matías Fischer؛ زادهٔ ۱۲ فوریهٔ ۱۹۸۵) بازیکن فوتبال اهل آرژانتین است.
از باشگاه‌هایی که در آن بازی کرده‌است می‌توان به باشگاه فوتبال بوکا جونیورز اشاره کرد.